# Karol Rudnicki

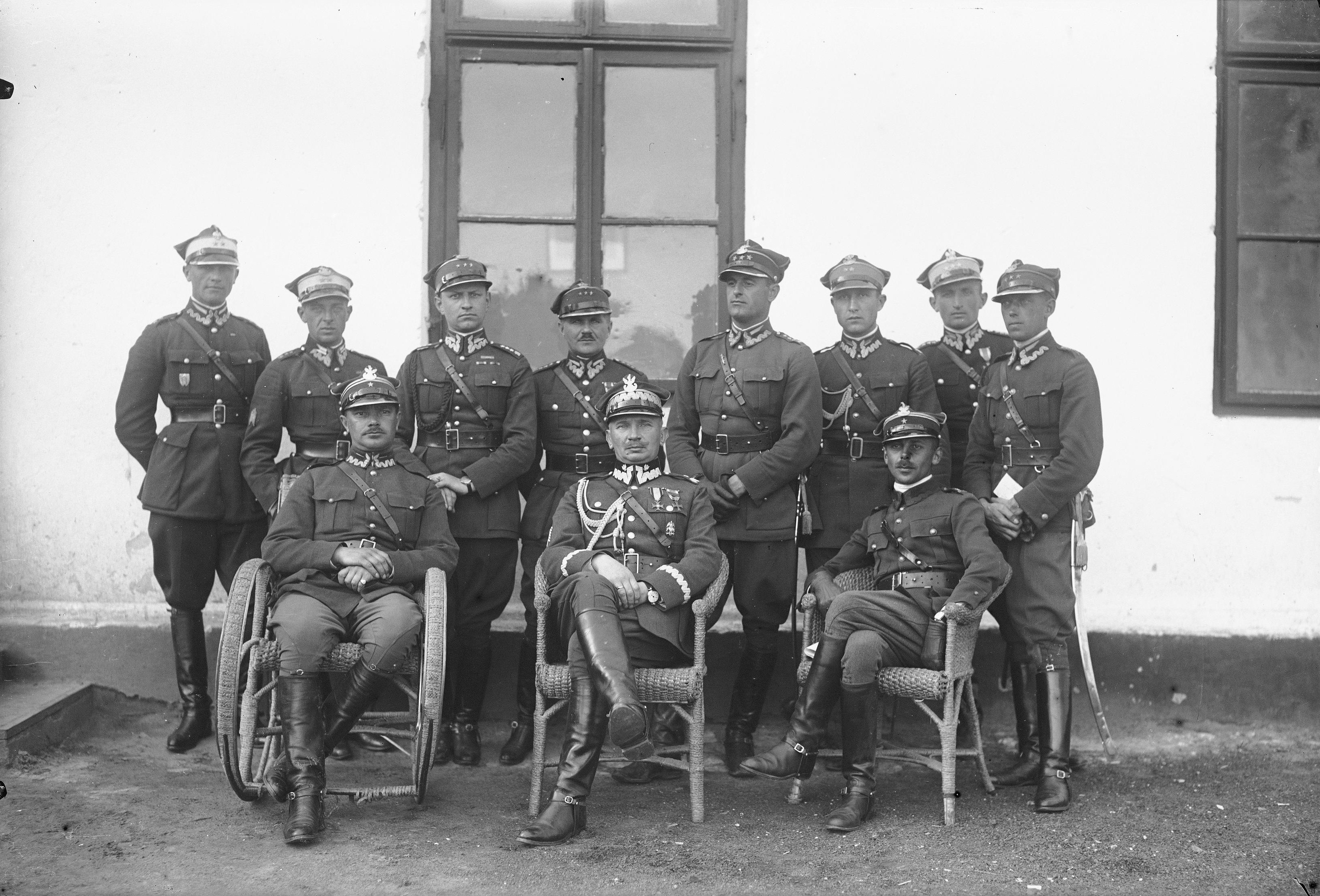
Karol Stefan Rudnicki (stoi drugi od prawej) wśród oficerów Szkoły Podoficerów Zawodowych Kawalerii

Karol Stefan Rudnicki (ur. 13 października 1898 w Żydaczowie, zm. wiosną 1940 w Charkowie) – major kawalerii Wojska Polskiego, ofiara zbrodni katyńskiej.

## Życiorys
Syn Zygmunta, starosty trembowelskiego i Stefanii z Marynowskich. Wnuk pisarki Zofii z Mrozowickich Rudnickiej. Młodszy brat generała Klemensa Rudnickiego.
Absolwent szkoły ludowej w Żółkwi (1908) i III Gimnazjum klasycznego we Lwowie (1916). Po zdaniu matury wcielony do armii austriackiej. Walczył na frontach włoskim, rumuńskim i ukraińskim. Po rozpadzie Austro-Węgier, uwięziony przez Ukraińców w Brodach. 
1 czerwca 1919 roku został przyjęty do Wojska Polskiego z zatwierdzeniem posiadanego stopnia podporucznika i przydzielony do 6 pułku ułanów. Brał udział w wojnie z Ukraińcami i bolszewikami.
W okresie międzywojennym pozostał w 6 pułk jako dowódca szwadronu i szkoły podoficerskiej. 3 maja 1922 roku został zweryfikowany w stopniu porucznika ze starszeństwem z 1 czerwca 1919 roku i 331. lokatą w korpusie oficerów jazdy (od 1924 roku – kawalerii). Od 1925 roku został dowódcą plutonu w Szkole Podchorążych Rezerwy Kawalerii we Lwowie a następnie przeniesiony do Szkoły Podoficerów Zawodowych Kawalerii w Jaworowie. 12 kwietnia 1927 roku został mianowany rotmistrzem ze starszeństwem z dniem 1 stycznia 1927 roku i 45. lokatą w korpusie oficerów kawalerii. W sierpniu 1930 przeniesiony do 12 pułku ułanów na funkcję dowódcy szwadronu, następnie został oficerem mobilizacyjnym. 4 lutego 1934 roku został awansowany na majora ze starszeństwem z 1 stycznia 1934 roku i 11. lokatą w korpusie oficerów kawalerii. W kwietniu tego roku został wyznaczony na stanowisko kwatermistrza. W 1938 roku został przeniesiony do 27 pułku ułanów w Nieświeżu na stanowisko I zastępcy dowódcy pułku.
W kampanii wrześniowej walczył w 27 pułku ułanów. Po agresji ZSRR na Polskę i rozbiciu pułku 27 września 1939 przez Armię Czerwoną w bitwie pod Władypolem, został wzięty do niewoli sowieckiej i przewieziony do obozu w Starobielsku. Wiosną 1940 został zamordowany w Charkowie przez funkcjonariuszy NKWD i pogrzebany w Piatichatkach, gdzie od 17 czerwca 2000 mieści się oficjalnie Cmentarz Ofiar Totalitaryzmu w Charkowie.
5 października 2007 minister obrony narodowej Aleksander Szczygło – decyzją nr 439/MON – mianował go pośmiertnie na stopień podpułkownika. Awans został ogłoszony 9 listopada 2007 w Warszawie, w trakcie uroczystości „Katyń Pamiętamy – Uczcijmy Pamięć Bohaterów”.

## Życie prywatne
W 1930 r. poślubił Helenę (1905-1984), pochodzącą z ormiańskiej rodziny Krzeczunowiczów, siostrę Leona Krzeczunowicza, współzałożyciela konspiracyjnej organizacji ziemian "Uprawa". Mieli dwoje dzieci. W czasie II wojny światowej Helena organizowała kursy sanitarne "Uprawy". 

## Wywód przodków
| 4. Teodor Józef Rudnicki      |  |                        |  |  |                   |
|                               |  | 2. Zygmunt Rudnicki    |  |  |                   |
| 5. Zofia Kazimiera Mrozowicka |  |                        |  |  |                   |
|                               |  |                        |  |  | 1. Karol Rudnicki |
| 6. Mieczysław Marynowski      |  |                        |  |  |                   |
|                               |  | 3. Stefania Marynowska |  |  |                   |
| 7. Zofia Gostkowska           |  |                        |  |  |                   |
|                               |  |                        |  |  |                   |

## Ordery i odznaczenia
- Krzyż Srebrny Orderu Virtuti Militari nr 12228
- Złoty Krzyż Zasługi – 10 listopada 1938 „za zasługi w służbie wojskowej”[15]
- Krzyż Walecznych
- Medal Pamiątkowy za Wojnę 1918–1921
- Medal Dziesięciolecia Odzyskanej Niepodległości